# Psammophylax
Psammophylax — рід змій родини піщаних змій (Psammophiidae). Представники цього роду мешкають в Африці на південь від Сахари. Умовно отруйні змії (реальної небезпеки для людини не становлять).

## Види
Рід Psammophylax нараховує 6 видів:
- Psammophylax kellyi Keates, Conradie, Greenbaum, & Edwards, 2019
- Psammophylax multisquamis (Loveridge, 1932)
- Psammophylax ocellatus Bocage, 1873
- Psammophylax rhombeatus (Linnaeus, 1758)
- Psammophylax tritaeniatus (Günther, 1868)
- Psammophylax variabilis Günther, 1893